# Universitat Juraj Dobrila de Pula
La Universitat Juraj Dobrila de Pula (en croat Sveučilište Jurja Dobrile u Puli) és una universitat a la ciutat de Pula (Croàcia). Va ser fundada el 2006 i el 2011 tenia 2.465 estudiants.